# Metal Gear Solid Mobile
Metal Gear Solid Mobile est une version pour téléphone portable de la série Metal Gear dévoilée pour la première fois lors de la fête du 20e anniversaire de Kojima Productions et sortie en 2008. Konami a proposé le jeu en téléchargement payant ou préinstallé dans un téléphone portable de la marque Metal Gear. Elle montre Solid Snake dans sa tenue de Metal Gear Solid 2: Sons of Liberty.
Le 14 février 2008, Metal Gear Solid Mobile a remporté le Grand Prix et le Choix de l'opérateur lors des International Mobile Gaming Awards 2008.
Metal Gear Solid Mobile a ensuite été publié par Nokia sur la plate-forme N-Gage,. Cette nouvelle version présente un contenu original, des illustrations et des caméras en 3D, un système de camouflage similaire à celui de Metal Gear Solid: Snake Eater 3D, sorti sur Nintendo 3DS (2012) ainsi que des commandes supplémentaires spécifiques aux appareils mobiles N-Gage. Cette version du jeu est sortie le 11 décembre 2008.

## Histoire
L'histoire se déroule entre Metal Gear Solid et Metal Gear Solid 2: Sons of Liberty, après que Revolver Ocelot ait divulgué au monde entier des informations techniques sur Metal Gear REX. En guise de contre-mesure, Solid Snake et Otacon forment Philanthropy, une organisation anti-Metal Gear dont l'objectif est l'éradication complète de tous les Metal Gear. Otacon reçoit rapidement sa première piste pour le développement d'une nouvelle Metal Gear. Le Dr Victoria Reed, programmeur d'IA, a accepté de révéler de nouveaux détails sur la Metal Gear en échange d'une aide pour son évasion.
Cependant, au milieu de la mission, il s'avère que Victoria Reed veut dire VR. Snake découvre que l'Otacon à qui il parle fait partie d'une simulation VR géante. L'Otacon du monde extérieur fait alors irruption et aide Snake à sortir de la simulation VR. Snake combat "The Commander" au sommet d'un Metal Gear Rex VR. Après l'avoir vaincu, Snake se réveille et entend des voix anonymes lui parler. Elles disent que si Snake s'est avéré utile, il n'a pas réussi à leur fournir les données de combat dont ils avaient besoin pour le projet, et elles ordonnent à quelqu'un d'effacer tous les souvenirs de la simulation et de le renvoyer là où ils l'ont kidnappé. Une voix anonyme dit alors qu'ils ont déjà trouvé le deuxième sujet de test. Une des voix dit alors, « ...Voyons si Jack peut faire mieux ».

## Émulation
Le 5 février 2024, l'internaute @krzbrew sur X (réseau social)  fait part à la communauté de la possible émulation du jeu d'après une version du jeu sur Motorola V3M. Il est désormais possible de jouer au jeu via un émulateur.